# Клода (Мазовецьке воєводство)
Клода (пол. Kłoda) — село в Польщі, у гміні Маґнушев Козеницького повіту Мазовецького воєводства.
Населення — 168 осіб (2011).
У 1975-1998 роках село належало до Радомського воєводства.

## Демографія
Демографічна структура станом на 31 березня 2011 року:
|          | Загалом | Допрацездатний вік | Працездатний вік | Постпрацездатний вік |
| -------- | ------- | ------------------ | ---------------- | -------------------- |
| Чоловіки | 83      | 18                 | 55               | 10                   |
| Жінки    | 85      | 18                 | 47               | 20                   |
| Разом    | 168     | 36                 | 102              | 30                   |